# Aylton Gomes
Ayton Gomes Martins (Brasília, 28 de julho de 1969) é um bombeiro e político brasileiro. Integrou a Câmara Legislativa do Distrito Federal de 2007 a 2015, durante a quinta e a sexta legislaturas.

## Biografia
No Corpo de Bombeiros Militar do Distrito Federal, Gomes chegou ao posto de sargento-bombeiro.
Filiado ao Partido da Mobilização Nacional (PMN), Gomes foi eleito deputado distrital no pleito de 2006 com 8.448 votos. Na eleição de 2010, foi reeleito para a Câmara Legislativa, com 13.278 votos. Na época, era filiado ao Partido da República (PR).
Em 2013, Gomes foi condenado pelo Tribunal de Justiça do Distrito Federal e dos Territórios por improbidade administrativa. De acordo com a sentença prolatada, Gomes envolveu-se em esquema de enriquecimento ilícito, conforme investigação da Operação Caixa de Pandora, sendo condenado à ressarcir aos cofres públicos quase três milhões de reais. Candidatou-se à reeleição em 2014, mas a Justiça Eleitoral negou o registro de sua candidatura com base na Lei da Ficha Limpa.